# Stephanocircus simsoni
Stephanocircus simsoni  (лат.) — вид блох из семейства Stephanocircidae.
Австралия: Виктория и Тасмания. Паразитируют на млекопитающих следующих видов: Burramys parvus Broom, 1896 (Карликовые поссумы, Burramyidae); Dasyurus quoll, Dasyurus maculatus (Kerr, 1792); Dasyurus hallucatus Gould, 1842; Antechinus swainsonii (Waterhouse, 1840) (Хищные сумчатые (семейство), Dasyuridae); Rattus fuscipes (Waterhouse, 1839); Rattus lutreolus (J.E. Gray, 1841); Pseudomys fumeus Brazenor, 1934 (Мышиные, Muridae). Вид был описан в 1905 году английским энтомологом лордом Уолтером Ротшильдом.